# Stanisława Walasiewicz
Stanisława Walasiewicz (alias Stella Walsh, née le 11 avril 1911 et morte le 4 décembre 1980) est une athlète polonaise, naturalisée américaine en 1947. Elle a établi 100 records mondiaux et/ou nationaux, dont 51 records en Pologne, 18 records mondiaux, 8 records européens. Courant pour la Pologne, elle remporte la médaille d'or aux 100 mètres des JO de 1932 à Los Angeles, égalant le record du monde alors établi à 11 s 9, et celle d'argent en 1936 à Berlin. Elle est également la première championne d'Europe de l'Histoire sur 100 m et 200 m en 1938 à Vienne.
Elle meurt à 69 ans, atteinte par une balle perdue lors d'une fusillade à Cleveland (Ohio). Son autopsie révèle qu'elle était intersexe .

## Les JO de 1928 et les années 1930
Née dans le Powiat de Brodnica, Stanisława Walasiewicz vécut dès l'âge de 2 ans à Cleveland, Ohio. Sa famille la surnomme Stasia, un diminutif commun en polonais, qui deviendra lors de sa naturalisation le prénom Stella.
En 1928, ne pouvant rejoindre l'équipe olympique américaine car ayant la nationalité polonaise (et ne pouvant avoir la nationalité américaine qu'à sa majorité soit 21 ans),, elle rejoint alors la branche locale de Sokół, une organisation sportive patriotique active auprès de la diaspora polonaise.
Dans les semaines qui précèdent les Jeux de 1932, Walasiewicz remporte le titre national sur le 100 yards, le 220 yards et le saut en longueur. Après ces titres, on lui offre la nationalité américaine mais juste avant de prêter serment, elle change d'avis et choisit la Pologne pour sa nationalité sportive. Lors des Jeux olympiques de 1932, elle remporte la médaille d'or sur le 100 m en 11 s 9, égalant le record du monde de la distance. Elle participe également au lancer du disque et termine 6e.
En 1935, elle établit le record du monde du 200 mètres en 23 s 6, record qui tiendra jusqu'en 1952 devenant - à l'époque, (largement dépassé depuis notamment par celui de la Tchèque Jarmila Kratochvílová qui date de 1983) - le plus long record féminin en athlétisme sur piste.
Aux Jeux de Berlin en 1936, elle ne réussit pas à conserver son titre olympique et termine sur la deuxième marche du podium derrière l'Américaine Helen Stephens pour 0,2 s. Aux championnats d'Europe de 1938 à Vienne, elle devient la première championne d'Europe de l'Histoire sur 100 m et 200 m, devançant sur chacune de ces deux distances l'Allemande Käthe Krauss et la Néerlandaise Fanny Blankers-Koen. Lors de ces mêmes championnats, elle remporte deux médailles d'argent au saut en longueur et avec le relais 4 x 100 m polonais.
Walasiewicz obtient la nationalité américaine en 1947 après son mariage et prend le nom de Stella Walsh Olson.
Elle est tuée par arme à feu lors d'une tentative de cambriolage en 1980 à Cleveland.
Dans les années 1930, elle est la première femme à passer sous la barre de 11 secondes au 100 yards.
Au cours de sa carrière, elle égale 20 fois son record du monde (10 s 8) mais seulement douze de ces temps sont ratifiés par l'IAAF.

## Les questions à l'autopsie
Après sa mort, une autopsie fut menée et aboutit à la conclusion qu'elle était intersexe, certaines sources affirmant qu'elle avait à la fois des chromosomes XX et XY (en). Un journal local avait en effet accusé l'ex-sportive d'être un homme, contraignant les autorités locales à pratiquer une autopsie au cours de laquelle ils avaient conclu qu'elle possédait des organes génitaux masculins, sans se prononcer sur les chromosomes.

## Palmarès
| Date | Compétition           | Lieu        | Résultat | Épreuve    | Performance |
| ---- | --------------------- | ----------- | -------- | ---------- | ----------- |
| 1932 | Jeux olympiques d'été | Los Angeles | 1re      | 100 mètres | 11 s 9      |
| 1932 | Jeux olympiques d'été | Los Angeles | 6e       | Disque     | 33,60 m     |
| 1936 | Jeux olympiques d'été | Berlin      | 2e       | 100 mètres | 11 s 7      |
| 1938 | Championnats d'Europe | Vienne      | 1re      | 100 m      | 11 s 9      |
| 1938 | Championnats d'Europe | Vienne      | 1re      | 200 m      | 23 s 8      |
| 1938 | Championnats d'Europe | Vienne      | 2e       | Longueur   | 5,81 m      |
| 1938 | Championnats d'Europe | Vienne      | 6e       | Javelot    | 33,33 m     |
| 1938 | Championnats d'Europe | Vienne      | 2e       | 4 x 100 m  | 48 s 3      |

## Records
| Épreuve          | Performance | Lieu      | Date         |
| ---------------- | ----------- | --------- | ------------ |
| 100 mètres       | 11 s 5      | Cleveland | 13 juin 1945 |
| 200 mètres       | 23 s 6      | Varsovie  | 4 août 1935  |
| Saut en longueur | 6,09 m      | Worcester | 28 juin 1937 |